# Бањаско (Асти)
Бањаско је насеље у Италији у округу Асти, региону Пијемонт.
Према процени из 2011. у насељу је живело 64 становника. Насеље се налази на надморској висини од 253 м.